# Waver (België)
Waver (Frans: Wavre; Waals: Wåve) is de hoofdstad van de provincie Waals-Brabant in België. In 1977 werden de gemeentes Limal en Bierges bij de stad gevoegd. De stad telt ruim 35.000 inwoners. De inwoners, Wavriens of Wavriennes, worden ook weleens de Maca's genoemd naar het beeldje dat voor het stadhuis staat.
Het gebied van de gemeente behoort tot de Brabantse Ardennen.

## Kernen
De gemeente telt naast Waver zelf nog de deelgemeenten Bierges en Limal. Daarnaast liggen op het grondgebied nog verschillende gehuchten en wijken.
In Waver-centrum liggen onder meer Basse-Wavre, Louvrange, Aisemont, Stadt, Le Ry, Les Quatres Chemins en Chérémont.
In Bierges liggen Angoussart en Champles.
In Limal liggen onder meer Profondsart, Grandsart, Le Manil, La Haie, Trou du Haut, Le Pèlerin en Par-delà l'Eau.

### Deelgemeenten
| # | Naam    | Opp. (km²) | Inwoners (2020) | Inwoners per km² | NIS-code |
| - | ------- | ---------- | --------------- | ---------------- | -------- |
| 1 | Waver   | 21,16      | 20.284          | 959              | 25112A   |
| 2 | Bierges | 9,66       | 5.020           | 520              | 25112B   |
| 3 | Limal   | 11,29      | 9.440           | 836              | 25112C   |

## Geschiedenis

### Prehistorie
In de buurt van Waver werden overblijfselen gevonden uit het neolithicum of uit de metaaltijd. "De Tomme", een langgerekte heuvel in Ottenburg, is een wal die door mensen opgericht werd. In het Krakelbos is een gelijkaardige wal, de Michelsberg, te onderscheiden.

### Romeinse periode

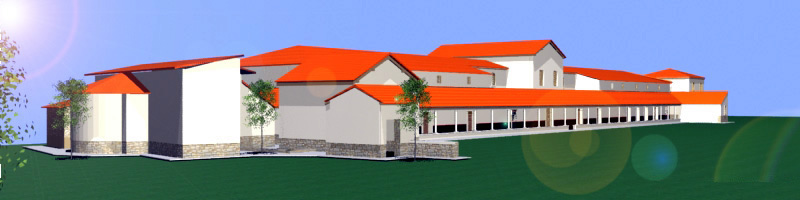
Romeinse villa Basse-Wavre

Tijdens de eerste eeuw voor onze jaartelling liet een Romeinse vooraanstaande een villa bouwen op de plaats gekend onder de naam "L'Hosté". Het imposante gebouw bezat een badencomplex en een verwarmingssysteem. De villa werd waarschijnlijk in de derde eeuw na Christus vernietigd. De eerste opgravingen werden gestart in 1905, maar om plundering en vernielingen te vermijden, werden de gebouwen weer begraven. Na de vernietiging van de villa werd de streek verlaten. Bomen, struikgewas en heiden namen het over van de landbouw en zo droeg Waver zijn correcte naam. Van Keltische of Gallische oorsprong en beïnvloed door de Germaanse taal, duidt het woord Waver op door struikgewas overwoekerde moerasgebieden.

### Middeleeuwen
Vanaf de vijfde tot en met de twaalfde eeuw zal het grondgebied rond Waver weer geleidelijk bevolkt worden. In de gemeente Bossut-Gottechain werd een belangrijke Merovingische begraafplaats ontdekt en opgegraven tussen 2002 en 2006. Meer dan 430 graven werden ontdekt. De site is een van de grootste landen in termen van rijkdom van de grafgiften. Daarnaast werden er in Graven potscherven gevonden uit de Merovingische en Karolingische tijdperken. Deze twee vondsten bewijzen echter niet dat de er in het begin van de middeleeuwen reeds een nederzetting was in Waver.
We moeten wachten tot in het jaar 1050 wanneer Waver wordt genoemd als een stad van de Brabantgouw. Op het gebied stond een boerderij van de graven van Leuven. Hun reserves bevonden zich in een schuur op de plaats van L'Hoste, m.a.w. in de buurt van de oude Romeinse villa. De graven bouwden verder een kapel voor de lijfeigenen. Rond dezelfde tijd installeerde graaf Hendrik III van Leuven voor een bepaalde periode in Waver, waardoor er zich een dorp vormde. Een markt bestond reeds in het begin van de dertiende eeuw en de stad groeide en werd een centrum van handel en doorvoer. De bevolking nam toe en zo ontstond een burgerlijke klasse. In het jaar 1222 verkreeg de stad, met de steun van hun heer, hertog Hendrik I van Brabant, politieke autonomie. Dit charter leidde gedurende eeuwen de stad naar welvaart.
Net buiten de stadsmuren verrees in 1183 de commanderij Neuve-Court van de Orde der Tempeliers.
In 1303 werd de leiding van de stad door hertog Jan II van Brabant in de handen gelegd van zijn halfbroer Jan Meeuwe. Hij werd opgevolgd door zijn zoon Willem Meeuwe, die op zijn beurt opgevolgd werd door zijn dochter Margaretha van Waver, die getrouwd was met een lid van de familie Beaufort-Spontin.
Tot in de late vijftiende eeuw kende Waver een relatieve rust. Dit veranderde toen de stad toetrad tot de opstand tegen aartshertog Maximiliaan. Op 8 maart 1489 werd de stad veroverd door de hertog Albrecht van Saksen, luitenant van aartshertog Maximiliaan, regent van de Nederlandse gewesten voor zijn minderjarige zoon. De stad werd geplunderd en in brand gestoken.

### Vroegmoderne tijd
Tijdens de zestiende eeuw zou de stad nog drie periodes van oorlog kennen. Vooreerst zou tijdens het jaar 1507 de stad geplunderd en in brand gestoken worden door de hertog van Gelre. In 1542 gebeurde hetzelfde door de troepen van generaal Maarten van Rossum en vanaf 1568 tot en met 1596 werd de stad slachtoffer van de verwoestende gevolgen van politieke en religieuze oorlogen.
Ook de zeventiende eeuw begon slecht voor de stad. Op 9 mei 1604 staken de Spaanse troepen de stad in brand en vernielden meer dan 180 huizen. Ook de parochiekerk werd vernield. Tijdens de periodes 1624-1625 en 1628-1629 teisterden besmettelijke ziekten de stad. Ook de periode tussen 1667 en 1713 werd gekenmerkt door oorlogen (Frankrijk, Verenigde Provinciën en de oorlogen van Lodewijk XIV). De stad kreeg vanaf de 17e eeuw met de contrareformatie wel een nieuwe impuls als bedevaartoord. In Basse-Wavre werd al sinds de Middeleeuwen een beeld van Maria vereerd.
Tijdens de achttiende eeuw heerste er een langdurige vrede, met uitzondering van de oorlog tussen Frankrijk en Oostenrijk in 1744-1748.
De bevolkingsevolutie is een goede weerspiegeling van deze situatie. In 1693 telde de stad nog 2478 inwoners en tegen 1709 nog slechts 2194. In de achttiende eeuw daarentegen groeide de bevolking aan naar 2603 inwoners in 1755 en zelfs 3789 inwoners in 1784.

### Moderne tijd
Deze periode kan opgedeeld worden in drie periodes.

#### Franse overheersing
Waver kwam onder Frans bestuur na de Slag bij Jemappes, die plaatsgreep op 6 november 1792 bij Jemappes, op vijf kilometer van Bergen, in de huidige Belgische provincie Henegouwen tussen een Oostenrijks-Zuid-Nederlands leger en Franse revolutionaire troepen.
Nog geen half jaar later had de Tweede slag bij Neerwinden plaats op 18 maart 1793. De troepen van het revolutionaire leger van Frankrijk onder generaal Charles-François Dumouriez werden verslagen door een Oostenrijks-Zuid-Nederlands leger onder het bevel van Frederik Jozias van Saksen-Coburg-Saalfeld en generaal Karel Mack von Leiberich.
Iets meer dan een jaar later viel de beslissing in de Slag bij Fleurus van 26 juni 1794. Het werd een van de belangrijkste slagen in de Lage Landen tijdens de Franse Revolutionaire Oorlogen. Tijdens de veldslag raakte een Frans leger van meer dan 70.000 man onder generaal Jean-Baptiste Jourdan bij Fleurus in Henegouwen slaags met een Coalitieleger van onder andere Oostenrijkers en Zuid-Nederlanders en ook Noord-Nederlanders onder Frederik Jozias van Saksen-Coburg-Saalfeld. De Fransen wonnen op een definitieve wijze de strijd. De Franse troepen kwamen ook naar de streek van Waver door op 12 juli 1794 hun kamp op te slaan in Bierges. De stad Waver werd belastingplichtig ten opzichte van de Franse staat en door het decreet van 24 Messidor jaar III (11 juli 1795) werdende gemeentelijke instellingen van Waver en Lager Waver (Basse-Wavre) gefusioneerd. De politieke en administratieve hervormingen gingen echter nog verder door het decreet van 14 Fructidor in III (31 augustus 1795). Bij decreet van 1 oktober 1795 ging de Fransen nog een stapje verder met een aanhechting van de Zuidelijke Nederlanden bij Frankrijk.

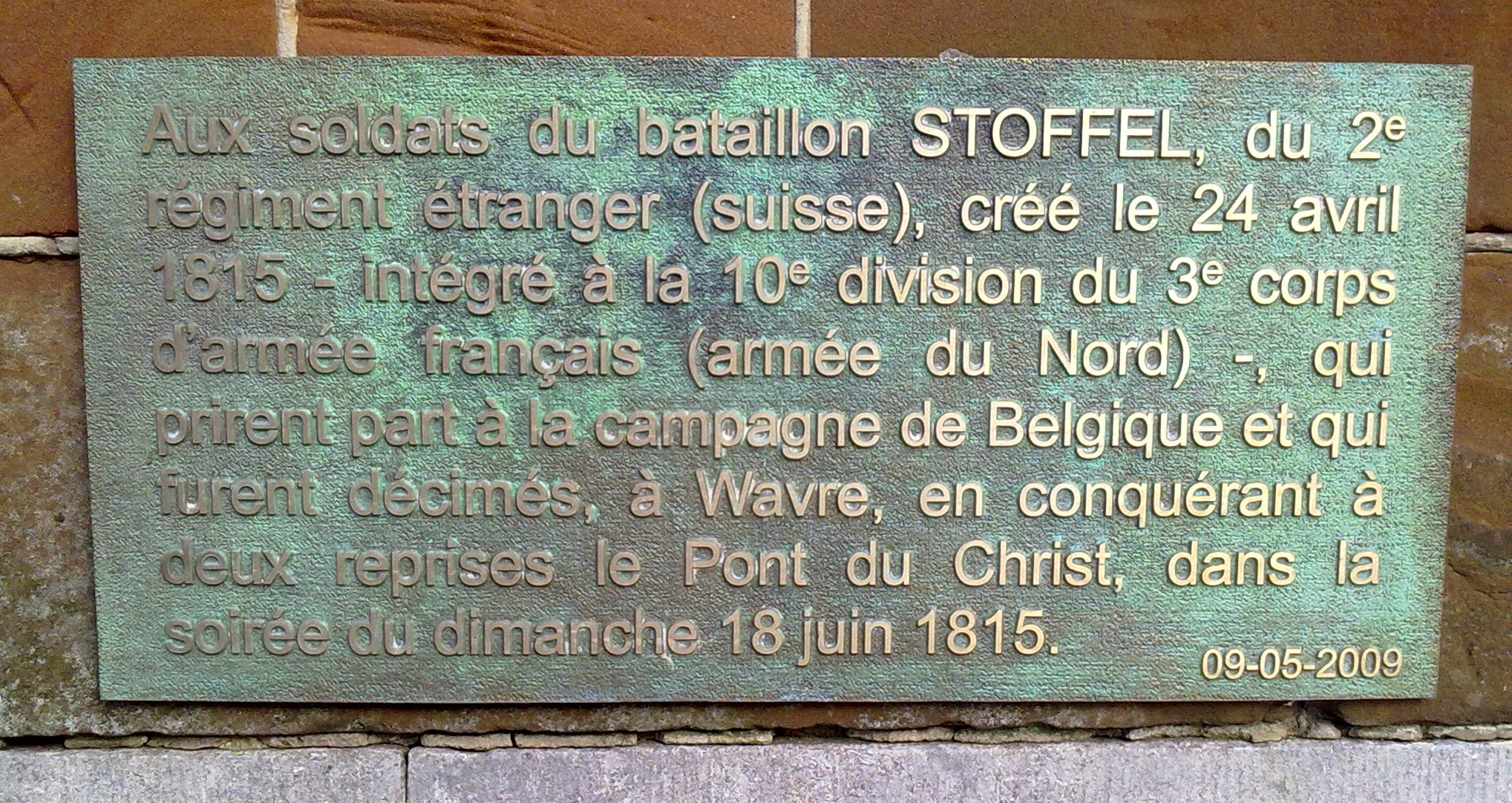
Herdenkingsplaat van de Slag bij Waver op de brug over de Dijle

Het einde van de Franse overheersing kwam er na de Slag bij Waver en de Slag bij Waterloo.

#### Verenigd Koninkrijk der Nederlanden
Dit is de gangbare term voor het Koninkrijk der Nederlanden dat van 1815 tot 1830 het huidige België en Nederland verenigde in één staat onder koning Willem I. Voor de ontsluiting van Waver was dit een belangrijke periode. Vanaf 1769 was de stad weliswaar reeds verbonden met Brussel via een weg. Tijdens het Nederlands bestuur werd de weg verlengd tot Namen. Voorts kwam er een verharde verbinding langs Hamme-Mille naar Leuven.

#### Belgische onafhankelijkheid
Na de Belgische onafhankelijkheid werden de wegverbindingen nog verbeterd door de aanleg in 1837 van de wegen langs Genepiën naar Nijvel. In 1856 kwamen daar nog de weg langs Geldenaken naar Hannuit bij en de weg naar Perwijs.
In 1855 kreeg de stad een station door de aanleg van de spoorlijnen naar Charleroi, naar Manage langs Nijvel en naar Leuven. In 1887 begonnen de werken van de spoorweglijnen naar Geldenaken en Eigenbrakel langs Waterloo.
Op 20 augustus 1914 vielen de Duitse troepen Waver binnen. De Duitsers beschuldigden de bewoners schoten te hebben afgevuurd op de troepen. Als vergelding werden verschillende huizen verbrand en werden verschillende bewoners opgepakt. Op 15 november 1916 vorderden de bezetters mannen op voor deportatie naar Duitsland. Tijdens de oorlog werden twee verzetsstrijders gedood, Adelin Colon en Joseph Joppart. Uiteindelijk zou de stad bevrijd worden op 20 november 1918.
Tijdens de oorlog 1940-1945 speelde de stad een belangrijkere rol in de verdediging van België. Ze bevond zich op de KW-stelling, ook KW-linie genoemd, aangezien deze antitankversperring liep tussen Koningshooikt en Waver. Op dinsdag 14 mei 1940 werd de stad gebombardeerd door Duitse gevechtsvliegtuigen. Het hele centrum werd vernield, waaronder ook het stadhuis. Bij de verdediging van de stad hielpen Engelse troepen, maar na hevige gevechten die duurden van woensdag 15 mei tot en met vrijdag 17 mei, viel de stad in handen van de Duitsers. Na vier jaar van bezetting kwam eerst het verzet in actie waarna de bezetter als reactie verschillende huizen aan de Zavel in brand stak. Op 5 september 1944 zou de stad bevrijd worden door de Engelse troepen, die van Brussel waren gekomen.
Een belangrijk moment van ontsluiting van de stad kwam er door de aanleg van de autosnelweg E411, die in 1969 de stad bereikte.
Op 1 januari 1977 werd Waver samengevoegd met de gemeenten Bierges en Limal. Op 1 januari 1995 werd Waver de hoofdplaats van de nieuwe provincie Waals-Brabant.

## Bezienswaardigheden

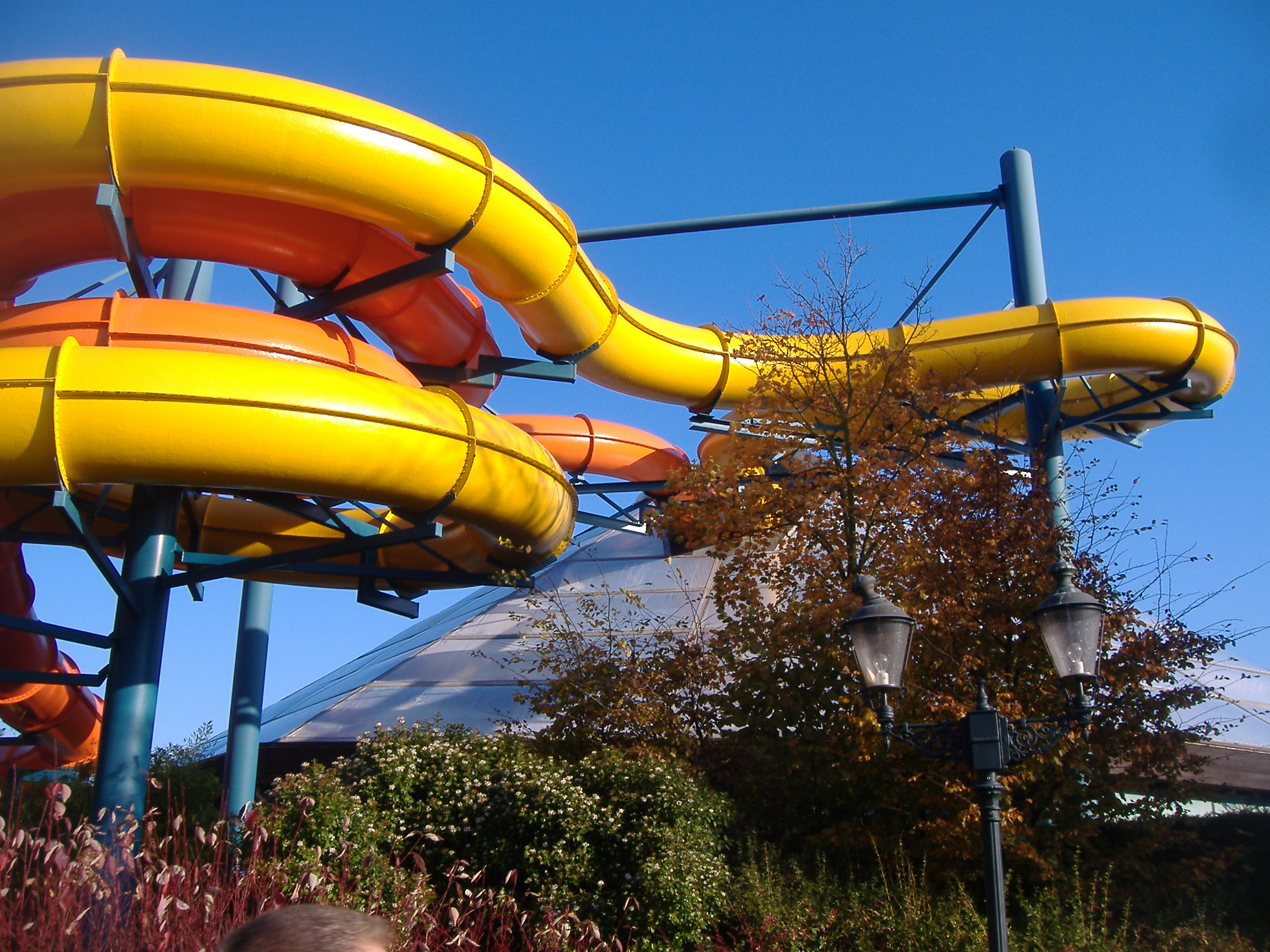
Attractiepark Walibi Belgium

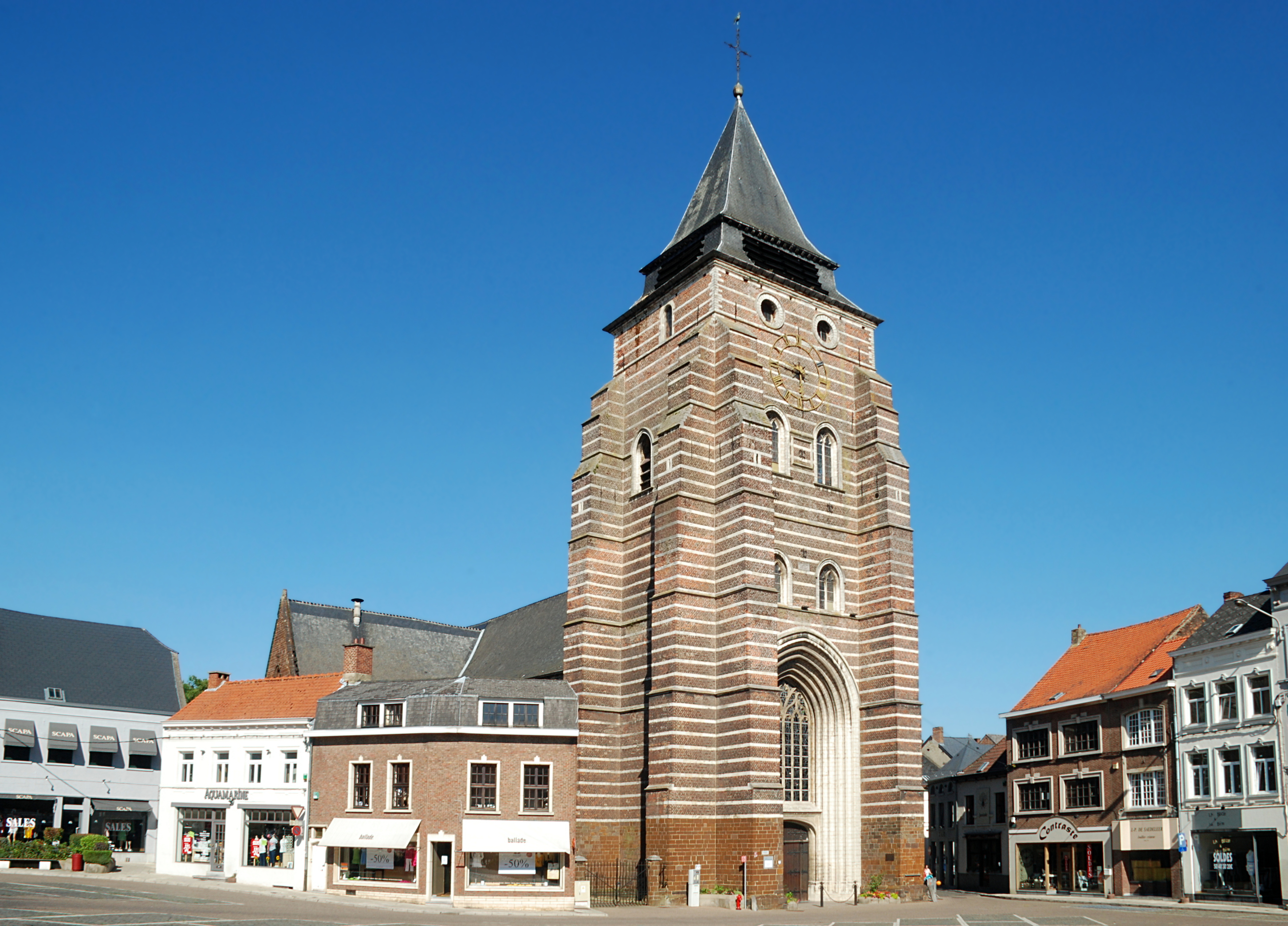
Sint-Jan-de-Doperkerk gelegen op de Kardinaal Mercierplaats

Zie ook: Lijst van beschermd erfgoed in Waver
- Een populair attractiepark in Waver is Walibi Belgium.
- De Onze-Lieve-Vrouw-van-Vrede-en-Eendrachtbasiliek, voorheen behorend tot de priorij van benedictijnen, is een bekend bedevaartsoord in Basse-Wavre.
- De laatgotische Sint-Jan-de-Doperkerk, gebouwd omstreeks 1475, heeft in de toren een beiaard met 50 klokken.
- Het Stadhuis van Waver is de in 1940 grotendeels vernielde Karmelietenkerk, gebouwd in 1715-1723.
- Een huis, gebouwd in de jaren vijftig, is bekend om een vrij unieke eigenschap: het kan 360° draaien, om óf optimaal de zon naar binnen te laten schijnen, óf om op hete dagen juist de ramen weg te draaien van de zon.[2]
- De voormalige commanderij Neuve-Court
- Het Franciscanessenklooster werd gesticht in 1890. De aan Sint-Antonius van Padua gewijde kapel kwam gereed in 1895. Ook in 1902 en 1930 werden nog gebouwen toegevoegd. Een aantal gebouwen tonen neogotische stijlkenmerken.
- Een fresco ter ere van stripfiguur Yoko Tsuno en diens auteur en Wavenaar Roger Leloup.[3]

## Natuur en landschap
Wavre ligt aan de Dijle en wordt omgeven door veel infrastructuur. De hoogte aan de kerk bedraagt 48 meter.

## Demografische ontwikkeling

### Demografische evolutie voor de fusie
- Bronnen:NIS, Opm:1831 tot en met 1970=volkstellingen, 1976= inwoneraantal op 31 december

### Demografische evolutie van de fusiegemeente
Alle historische gegevens hebben betrekking op de huidige gemeente, inclusief deelgemeenten, zoals ontstaan na de fusie van 1 januari 1977.
- Bronnen:NIS, Opm:1831 tot en met 1981=volkstellingen; 1990 en later= inwonertal op 1 januari

| Inwoners van jaar tot jaar op 1 januari 1992 tot heden | Inwoners van jaar tot jaar op 1 januari 1992 tot heden | Inwoners van jaar tot jaar op 1 januari 1992 tot heden |
| jaar                                                   | Aantal                                                 | Evolutie: 1992=index 100                               |
| ------------------------------------------------------ | ------------------------------------------------------ | ------------------------------------------------------ |
| 1992                                                   | 28.907                                                 | 100,0                                                  |
| 1993                                                   | 29.101                                                 | 100,7                                                  |
| 1994                                                   | 29.416                                                 | 101,8                                                  |
| 1995                                                   | 29.736                                                 | 102,9                                                  |
| 1996                                                   | 29.906                                                 | 103,5                                                  |
| 1997                                                   | 30.250                                                 | 104,6                                                  |
| 1998                                                   | 30.467                                                 | 105,4                                                  |
| 1999                                                   | 30.656                                                 | 106,1                                                  |
| 2000                                                   | 31.033                                                 | 107,4                                                  |
| 2001                                                   | 31.202                                                 | 107,9                                                  |
| 2002                                                   | 31.526                                                 | 109,1                                                  |
| 2003                                                   | 31.725                                                 | 109,7                                                  |
| 2004                                                   | 31.693                                                 | 109,6                                                  |
| 2005                                                   | 32.023                                                 | 110,8                                                  |
| 2006                                                   | 32.201                                                 | 111,4                                                  |
| 2007                                                   | 32.576                                                 | 112,7                                                  |
| 2008                                                   | 32.791                                                 | 113,4                                                  |
| 2009                                                   | 32.737                                                 | 113,2                                                  |
| 2010                                                   | 32.910                                                 | 113,8                                                  |
| 2011                                                   | 33.104                                                 | 114,5                                                  |
| 2012                                                   | 33.231                                                 | 115,0                                                  |
| 2013                                                   | 33.365                                                 | 115,4                                                  |
| 2014                                                   | 33.498                                                 | 115,9                                                  |
| 2015                                                   | 33.604                                                 | 116,2                                                  |
| 2016                                                   | 33.806                                                 | 116,9                                                  |
| 2017                                                   | 34.169                                                 | 118,2                                                  |
| 2018                                                   | 34.305                                                 | 118,7                                                  |
| 2019                                                   | 34.396                                                 | 119,0                                                  |
| 2020                                                   | 34.748                                                 | 120,2                                                  |
| 2021                                                   | 34.826                                                 | 120,5                                                  |
| 2022                                                   | 35.111                                                 | 121,5                                                  |
| 2023                                                   | 35.444                                                 | 122,6                                                  |
| 2024                                                   | 35.558                                                 | 123,0                                                  |
| 2025                                                   | 35.581                                                 | 123,1                                                  |

## Politiek

### Voormalige burgemeesters
| Periode | Periode    | Burgemeester                    |
| ------- | ---------- | ------------------------------- |
|         | 1842–1850  | François-Xavier-Joseph Fortamps |
|         | 1927-1937  | Alfred Leurquin (PRL)           |
|         | 1937-1941  | Henri Lepage (POB)              |
|         | 1941-1944  | Alphonse Bosch (POB)            |
|         | 1946-1947  | Jean-Baptiste Junion (PRL)      |
|         | 1947-1949  | Alfred Leurquin (PRL)           |
|         | 1949-1953  | Robert Fernand Hulet (PRL)      |
|         | 1953-1976  | Justin Peeters (PSB)            |
|         | 1977-1983  | Robert Fernand Hulet (PRL)      |
|         | 1983-2006  | Charles Aubecq (PRL)            |
|         | 2006-2014  | Charles Michel (MR)             |
|         | 2014-2022  | Françoise Pigeolet (MR)         |
|         | 2022-2024  | Anne Masson (MR)                |
|         | 2024-heden | Benoît Thoreau (LE)             |

### 2024–2030

#### Schepencollege
| Functie en bevoegdheden | Naam                    | Partij | Partij      |
| --- | ----------------------- | ------ | ----------- |
| Burgemeester Politie en veiligheid, algemene zaken, juridische zaken, cross-functioneel strategisch plan, communicatie, management | Benoît Thoreau          |        | Les Engagés |
| Eerste schepen Stadsontwikkeling en ruimtelijke ordening                                                                           | Benoît Raucent          |        | Les Engagés |
| Tweede schepen Openbaar onderwijs en personeel                                                                                     | Kyriaki Michelis        |        | PS          |
| Derde schepen Sport, burgerparticipatie, bevolking en burgerlijke stand                                                            | Josiane Weets           |        | Les Engagés |
| Vierde schepen Mobiliteit, openbare ruimte, wegenwerken en financiën                                                               | Gatien de Radzitzky     |        | Les Engagés |
| Vijfde schepen Economie, werkgelegenheid, handel en markten                                                                        | Aurore Goyens de Heusch |        | Les Engagés |
| Zesde schepen Cultuur, bibliotheken, digitale transitie                                                                            | Joëy Kumps              |        | PS          |
| Zevende schepen Voorzitter van het OCMW                                                                                            | Véronique Michel-Mayaux |        | Ecolo       |

#### Gemeenteraad
- MR:  Anne Masson, Jean-Pol Hannon, Paul Brasseur, Moon Nassiri, Luc Gillard, Gilles Agosti, Julie Rizkallah-Szmaj, Frédéric Vaessen, Dominique Lebrun-Van Parijs, 
Pascale Collet-Newman, Qassem Fosseprez, Audrey Massimi-Spies
- Les Engagés: Benoît Thoreau, Benoît Raucent, Josiane Weets, Gatien de Radzitzky, Aurore Goyens de Heusch, Anne Dulak, Marie-Cécile Delstanche,
 Anne-Marie Bradfer Adam, Madeleine Guyot, Guillaume de Wouters, Catherine Jongen, Quentin Gillet
- Ecolo: Véronique Michel-Mayaux, Jean Goossens, Marie-Pierre Jadin, Anne Verast
- PS: Kyriaki Michelis, Joëy Kumps, Cédric Mortier
- Onafhankelijken: Carina Laghmaoui, Aziz Bourhanzour [6]

Voorzitter gemeenteraad:  Jean Goossens (Ecolo) 

### Resultaten gemeenteraadsverkiezingen sinds 1976
| Partij               | Partij                                                      | 10-10-1976 | 10-10-1976 | 10-10-1982 | 10-10-1982 | 9-10-1988 | 9-10-1988 | 9-10-1994 | 9-10-1994 | 8-10-2000 | 8-10-2000 | 8-10-2006 | 8-10-2006 | 14-10-2012 | 14-10-2012 | 14-10-2018 | 14-10-2018 | 13-10-2024 | 13-10-2024 |
| Stemmen / Zetels     | Stemmen / Zetels                                            | %          | (*)        | %          | 29         | %         | 29        | %         | 29        | %         | 31        | %         | 31        | %          | 31         | %          | 31         | %          | 33         |
| -------------------- | ----------------------------------------------------------- | ---------- | ---------- | ---------- | ---------- | --------- | --------- | --------- | --------- | --------- | --------- | --------- | --------- | ---------- | ---------- | ---------- | ---------- | ---------- | ---------- |
|                      | PS1 / WAVRE2                                                | 35,961     | [ 10 ]     | 23,311     | 8          | 19,611    | 5         | 18,031    | 5         | 17,272    | 5         | 7,312     | 1         | 12,681     | 4          | 11,071     | 3          | 14,631     | 5          |
|                      | UC76A / UC821 / PSC2 / PSC-OC3 / CDH4 / CH+5 / Les Engagés6 | 64,04A     | [ 10 ]     | 31,961     | 11         | 14,572    | 4         | 16,82     | 5         | 10,123    | 2         | 13,694    | 4         | 12,094     | 3          | 9,535      | 2          | 31,246     | 12         |
|                      | UC76A / PRL1 / LB2                                          | 64,04A     | [ 10 ]     | 27,661     | 9          | 55,721    | 18        | 51,451    | 17        | 56,572    | 20        | 61,652    | 22        | 55,142     | 20         | 40,632     | 16         | 31,262     | 12         |
|                      | ECOLO1 / VA2                                                | -          |            | 6,531      | 1          | 10,092    | 2         | 10,851    | 2         | 16,041    | 4         | 14,441    | 4         | 15,131     | 4          | 23,351     | 8          | 14,181     | 4          |
|                      | FDF1 / DéFI2                                                | -          |            | -          |            | -         |           | -         |           | -         |           | -         |           | 4,971      | 0          | 7,262      | 2          | 4,242      | 0          |
| Anderen(*)           | Anderen(*)                                                  | -          |            | 10,54      | 0          | -         |           | 2,87      | 0         | -         |           | 2,91      | 0         | -          |            | 8,14       | 0          | 4,45       | 0          |
| Totaal stemmen       | Totaal stemmen                                              | 13954      | 13954      | 16410      | 16410      | 17692     | 17692     | 19058     | 19058     | 20166     | 20166     | 23854     | 23854     | 21155      | 21155      | 21711      | 21711      | 21536      | 21536      |
| Opkomst %            | Opkomst %                                                   |            |            |            |            | 91,88     | 91,88     | 91,35     | 91,35     | 89,79     | 89,79     | 90,82     | 90,82     | 85,95      | 85,95      | 86,57      | 86,57      | 83,00      | 83,00      |
| Blanco en ongeldig % | Blanco en ongeldig %                                        | 3,28       | 3,28       | 3,98       | 3,98       | 4,13      | 4,13      | 4,13      | 4,13      | 5,92      | 5,92      | 5,04      | 5,04      | 5,34       | 5,34       | 6,60       | 6,60       | 7,07       | 7,07       |

(*) 1982: RW (3,2%), UDRT (3,81%), WA (3,53%) / 1994: SUD (1,96%), UNIE (0,91%) / 2006: MAS (0,76%), VIVANT (2,15%) / 2018: IC (0,90%), La Droite (1,25%), Parti Populaire (2,69%), WACHOU (3,30%) / 2024: Macavenir (4,45%).
De gevormde bestuursmeerderheid wordt vet aangegeven. De grootste partij is in kleur.

## Sport
In Waver speelt voetbalclub Royal Wavre Limal (stamnummer 79) in de provinciale reeksen. De club sloot zich als Wavre Sports na de Eerste Wereldoorlog aan bij de Belgische Voetbalbond. In de jaren 60 en 70 speelde men enkele seizoenen in de nationale reeksen. Na fusie met Royale Union Limaloise speelde de club verder als Royal Wavre Limal.
In 1988 was de Brusselse club Racing Jet de Bruxelles naar Waver verhuisd en ging er spelen als Racing Jet Wavre. Deze club was tot het eind van de eeuw actief in de nationale reeksen, maar zakte daarna, en verdween in 2020.

## Nabijgelegen kernen
Basse-Wavre, Dion-le-Mont, Louvain-la-Neuve, Bierges, Rosières, Ottenburg